# Заліски (Стрийський район)
Залі́ски — село в Україні, у Стрийському районі Львівської області. Населення становить 549 осіб. Орган місцевого самоврядування — Ходорівська міська рада.

## Історія
У податковому реєстрі 1515 року в селі документується 2 лани (близько 50 га) оброблюваної землі і 1 лан тимчасово вільної та ще 1 лан в оренді Довидова.
В Залісках збереглася дерев'яна церква св. Архистратига Михаїла 1817. Храм внесено до реєстру пам'яток архітектури місцевого значення за охоронним номером 1431-М.
У 1939 році в селі Заліски проживало 620 мешканців (590 українців-грекокатоликів, 15 українців-латинників, 10 поляків і 5 євреїв)
23 березня 2017 року у селі стався частковий обвал мосту через річку Дністер.
28 серпня 2019 року відкрили реконструйований мостовий перехід через р. Дністер.
Довжина нового мосту становить 181,05 метри. У кожному напрямку влаштовано по одній смузі руху, загальна ширина проїзної частини становить 7,5 м.

## Населення

### Мова
Розподіл населення за рідною мовою за даними перепису 2001 року:
| Мова       | Відсоток |
| ---------- | -------- |
| українська | 100%     |

## Політика

### Парламентські вибори, 2019
На позачергових парламентських виборах 2019 року у селі функціонувала окрема виборча дільниця № 460340, розташована у приміщенні школи.
Результати
- зареєстровано 414 виборців, явка 43,24 %, найбільше голосів віддано за «Слугу народу» — 24,02 %, за «Голос» — 20,67 %, за «Європейську Солідарність» — 13,97 %.[7] В одномандатному окрузі найбільше голосів отримав Андрій Кіт (самовисування) — 42,46 %, за Андрія Гергерта (Всеукраїнське об'єднання «Свобода») — 18,44 %, за Володимира Наконечного (Слуга народу) — 13,41 %[8].

## Пам'ятки
- Церква Святого Архистратига Михаїла[d];
- Місце загибелі воїнів УПА;
- Поселення багатошарове[d] (VIII — поч. VII ст. до н. е., I—II ст. н. е.);
- Багатошарове поселення[d] (пізній період доби палеоліту, черепино-лагодівська група культури ранньоскіфського часу і черняхівська культура);

## Фотографії

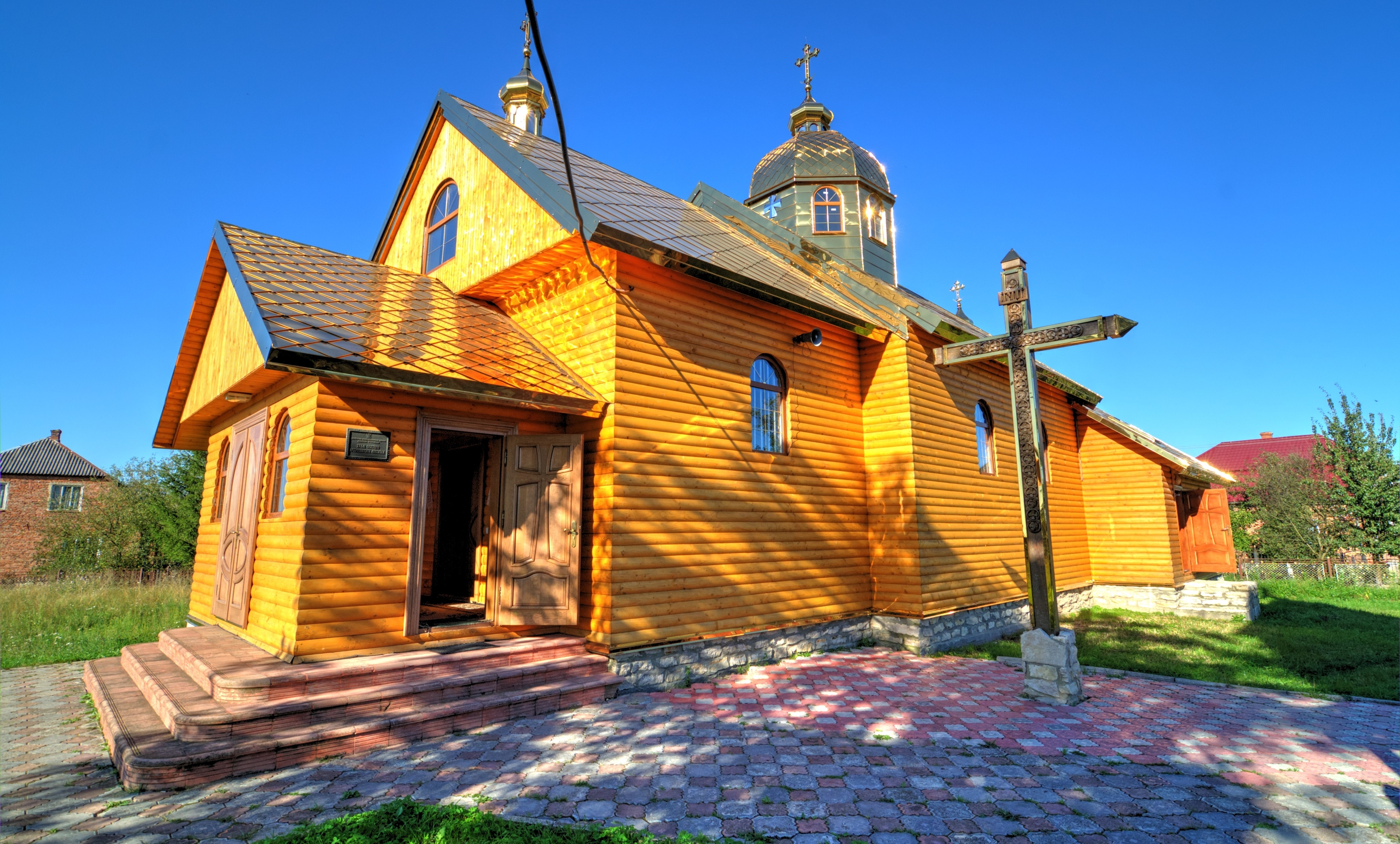
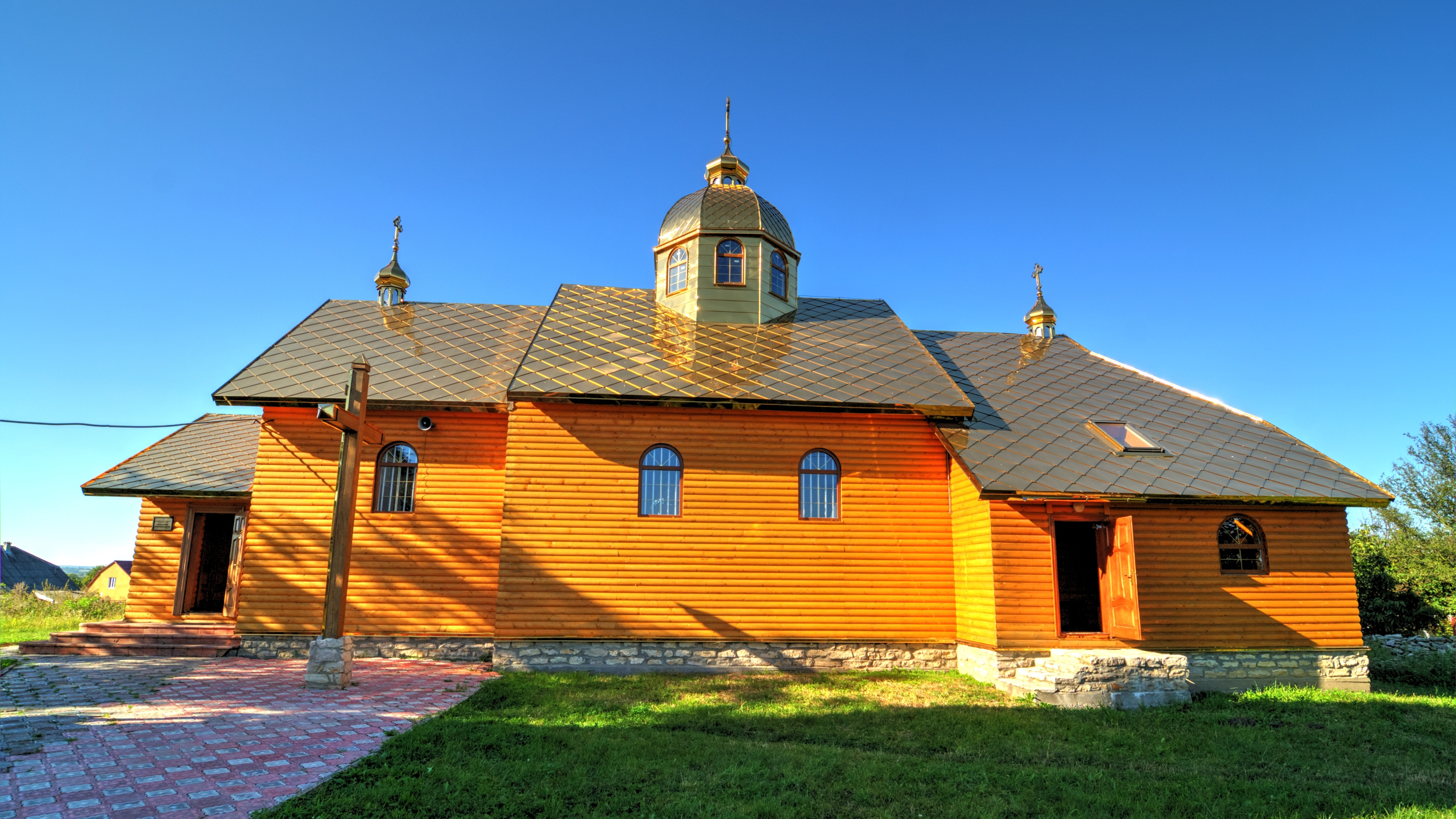
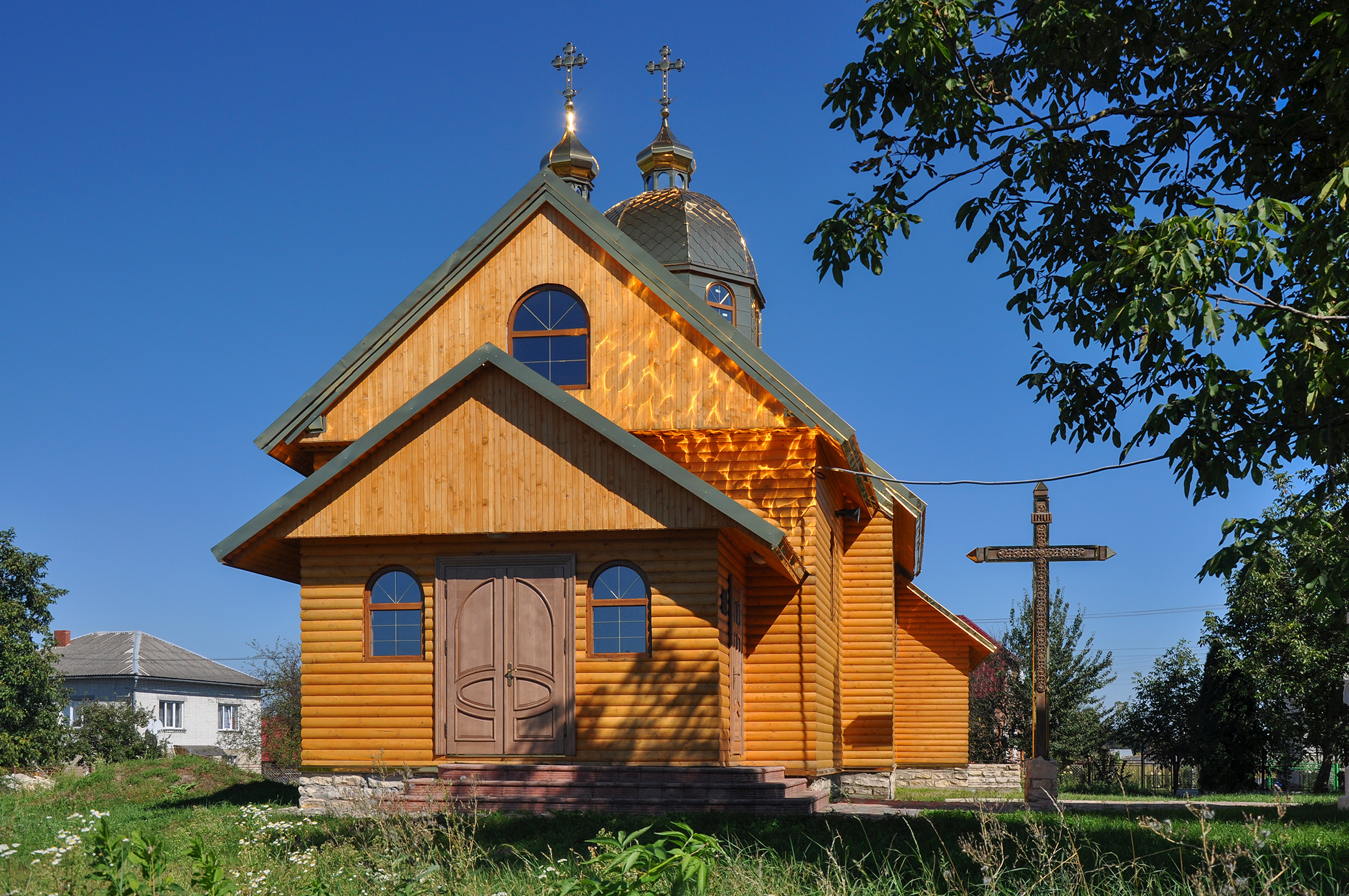